# ゴ・ティ・マン
ゴ・ティ・マン（吳 氏敏、ベトナム語：Ngô Thị Mận / 吳氏敏, 1948年10月25日 - ）は、2011年から2024年まで、ベトナム共産党中央執行委員会書記長（同国の最高指導者）を務めたグエン・フー・チョンの妻。2011年から2024年までは夫がベトナムの最高指導者に在職していたため、同国のファーストレディでもあった。
国内外のマスコミから夫が最高指導者であるにも拘らず、マンは質素な生活を送っていると噂されていた。
2023年12月12日、ベトナムを訪れた中国の習近平党総書記夫人・彭麗媛と同国女性博物館を訪問し、茶話会を行った。
2024年7月25日にグエン・フー・チョンの国葬が執り行われる。夫の死に深く悲しみ、その姿はベトナム国民の同情を集めた。